# لوریس مویوکولو
لوریس مویوکولو (انگلیسی: Loris Mouyokolo؛ زادهٔ تاریخ ورودی نامعتبر است) بازیکن فوتبال اهل فرانسه است.
از باشگاه‌هایی که در آن بازی کرده‌است می‌توان به باشگاه فوتبال لوریان اشاره کرد.